# Hypagophytum
Hypagophytum é um género botânico pertencente à família Crassulaceae.
1. ↑  «Hypagophytum — World Flora Online». www.worldfloraonline.org. Consultado em 19 de agosto de 2020